# Itinerarium Burdigalense

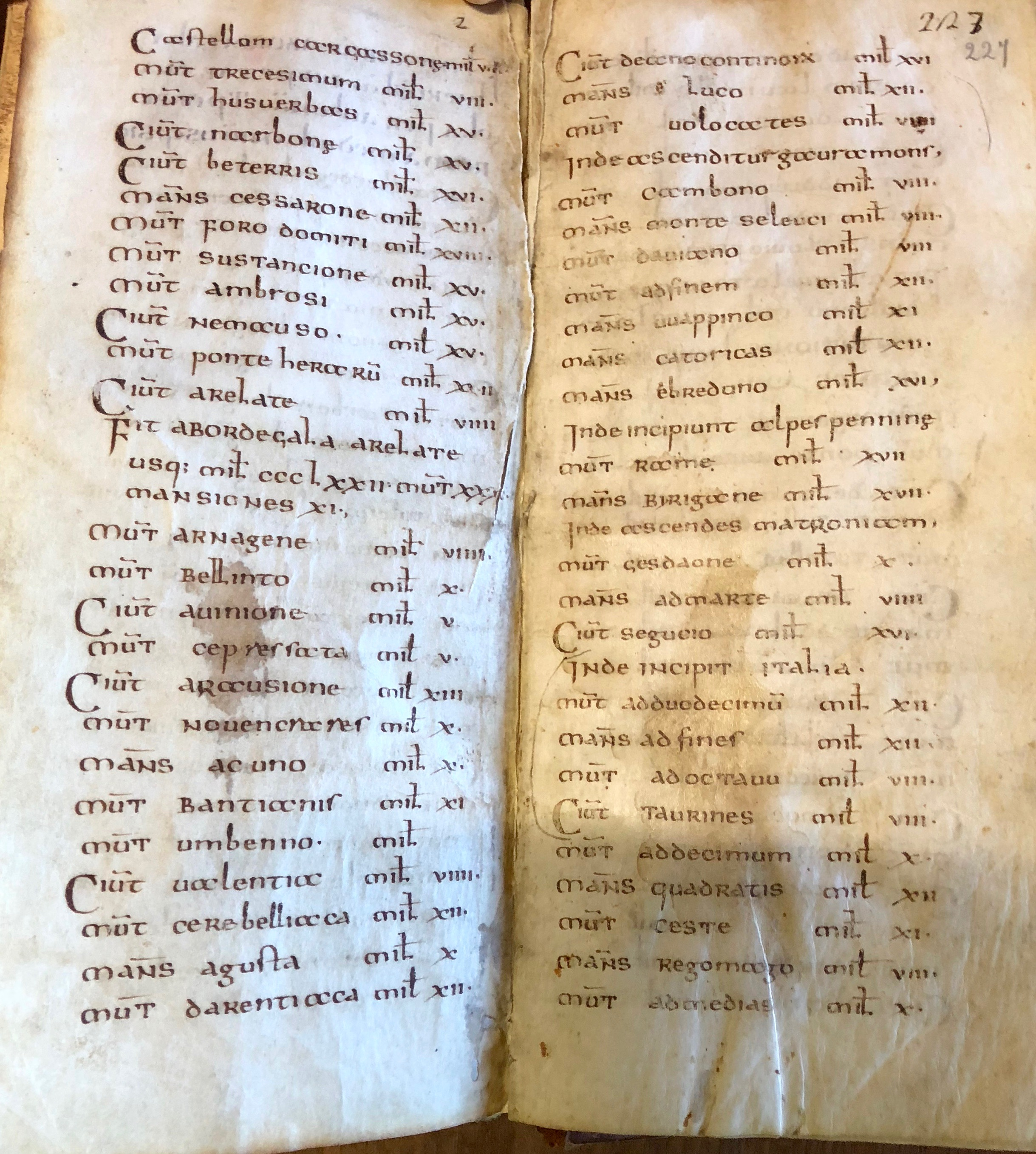
Strony manuskryptu Itinerarium (z Biblioteki Kapituły w Weronie)

Itinerarium Burdigalense (Itinerarium Hierosolymitanum) – starożytny przewodnik podróżny z IV wieku, opisujący trasę pielgrzymki z Burdigali (dzis. Bordeaux) do Ziemi Świętej.
Dokument anonimowego autora, zwanego Pielgrzymem z Bordeaux, który w 333-334 n.e. odbył podróż z rodzinnego miasta w Galii do Jerozolimy, a następnie powrotną, z macedońskiej Heraklei przez Rzym do Mediolanum. Poprzedza pochodzące również z IV wieku Itinerarium Egeriae. 
Jest to pierwszy znany opis pielgrzymki do Ziemi Świętej, zawierający pierwsze wzmianki o wielu chrześcijańskich tradycjach związanych z miejscami świętymi. Dokumentuje też z dużą dokładnością ówczesny stan połączeń drogowych, co nasuwa przypuszczenie, że oparto go na innym podróżnym przewodniku bądź mapie dróg cesarstwa.